# Jürgen Schüttler (Leichtathlet)
Jürgen Schüttler (* 1940) ist ein ehemaliger deutscher Leichtathlet.
1960, 1963 und 1964 wurde er in der 4-mal-100-Meter-Staffel des ASV Köln Deutscher Meister. 1960 zusammen mit Bernd Cullmann, Martin Lauer und Manfred Germar, 1963 mit Klaus Ulonska, Brinks (Vorname ?) und Fritz Obersiebrasse sowie 1964 mit Manfred Germar, Johannes Schmitt und Fritz Obersiebrasse.